# بالش سوررئالیستی
بالش سوررئالیستی (به انگلیسی: Surrealistic Pillow) دومین آلبوم استودیویی گروه موسیقی سایکدلیک راک جفرسن ایرپلین است که در ۱ فوریه ۱۹۶۷ منتشر شد. این آلبوم اولین همکاری گریس اسلیک با گروه در مقام خواننده بود؛ هنگام انتشار به رتبه ۳ از چارت آلبوم‌های آمریکا دست یافت و همچنین گواهی طلای فروش را گرفت.
بالش سوررئال از مهم‌ترین آثار پیشگام سبک سایکدلیک راک و پادفرهنگ دهه ۱۹۶۰ به‌شمار می‌رود. دو تک‌آهنگ مشهور گروه، «خرگوش سفید» و «کسی برای دوست داشتن» در این آلبوم قرار داشتند.